# Ospringe
Ospringe är en ort och civil parish i grevskapet Kent i sydöstra England. Orten ligger i distriktet Swale, direkt sydväst om Faversham. Civil parishen hade 727 invånare vid folkräkningen år 2021.
Sedan 1935 ligger orten Ospringe inte inom civil parishen Ospringes område, utan tillhör istället Faversham. Civil parishen utgörs av orten Painters Forstal samt byarna Brogdale och Whitehill.